# Amen (album de Salif Keïta)
Pour les articles homonymes, voir Amen (homonymie).
 (mai 2021).
Si vous disposez d'ouvrages ou d'articles de référence ou si vous connaissez des sites web de qualité traitant du thème abordé ici, merci de compléter l'article en donnant les références utiles à sa vérifiabilité et en les liant à la section « Notes et références ».
Albums de Salif Keïta
Ko-Yan
(1989) The Mansa of Mali...a Retrospective
(1995)
Amen est le troisième album de Salif Keïta et produit par Joe Zawinul sorti sur disque vinyle le 16 juillet 1991 sur le label Polygram.

## Historique
Amen, produit par Joe Zawinul a été enregistré aux Studios Davout et aux Studios de la Bastille. Il a été nommé aux Grammy Awards dans la catégorie Meilleur album de musique du monde.

## Liste des titres
| No | Titre     | Durée |
| -- | --------- | ----- |
| 1. | Yele N Na |       |
| 2. | Waraya    |       |
| 3. | Tono      |       |
| 4. | Kuma      |       |
| 5. | Nyanafin  |       |
| 6. | Karifa    |       |
| 7. | N'Bife    |       |
| 8. | Lony      |       |